# Imre Steindl
Imre Steindl (Peste, 29 de outubro de 1839 - Budapeste, 31 de agosto de 1902) foi um arquitecto húngaro. Construiu vários edifícios de estilo neogótico em Budapeste, dentre os quais a Câmara Municipal (1870-1875), a Igreja de Santa Isabel (1893-1897) e o Parlamento (1884-1902).